# Jan Fišer (architekt)
Jan Fišer (* 7. října 1944 Praha) je český architekt, designér a vysokoškolský profesor. V roce 1971 vystudoval Vysokou školu uměleckoprůmyslovou v Praze. Působil postupně ve Spojprojektu Praha, Českém fondu výtvarných umění a na vysokých školách jako pedagog. Navrhoval interiéry komplexu Transgas, spolupodílel se na Telefonní ústředně Hradec Králové, Televizní věži Ostrava-Hošťálkovice, či Žižkovské televizní věži. Po Sametové revoluci navrhl budovu České pojišťovny ve Vladislavově ulici v Praze, či Rezidenci Filmařská.  

## Život
Narodil se v roce 1944 v Praze v rodině architekta Karla Fišera (1905–1971), který je autorem Joskovy vily v pražské kolonii Baba, pasáže a kina Světozor či prvního letního kina v Československu umístěného v Karlových Varech. V roce 1971 dokončil Vysokou školu uměleckoprůmyslovou v Praze v ateliéru architektury pod vedením profesora Josefa Svobody. Po studiích nastoupil do Spojprojektu Praha, kde pracoval až do roku 1978, kdy přešel pod Český fond výtvarných umění.
Vede svůj ateliér v rámci Ústavu designu na Fakultě architektury Českého vysokého učení v Praze a ateliér Designu interiéru na Fakultě umění a designu Univerzity Jana Evangelisty Purkyně v Ústí nad Labem.
Je členem České komory architektů, Obce architektů, a Asociace interierových architektů. Je spoluautorem knihy Transgas, kde sepsal kapitolu právě o interiérech tohoto komplexu staveb.
S výtvarnicí Marcelou Fišerovou (*1951) má dvě děti. Syna Daniela, který pracuje v architektonickém studiu architektky Zahy Hadid v Londýně, a dceru Kristinu (*1980), která se živí jako grafická designerka.

## Dílo
Mezi jeho realizace patří přestavba divadla Ypsilon, původní interiéry kavárny Slavie a Parnas, přestavba hotelu Archibald v Žitné ulici v Praze, budova České pojišťovny na Praze 1 nebo interiér restaurace v paláci Zdar v Ústí nad Labem. Je spoluautorem některých telekomunikačních budov v České republice a byl jedním z autorů interiérů komplexu budov Transgas na pražské Vinohradské třídě.

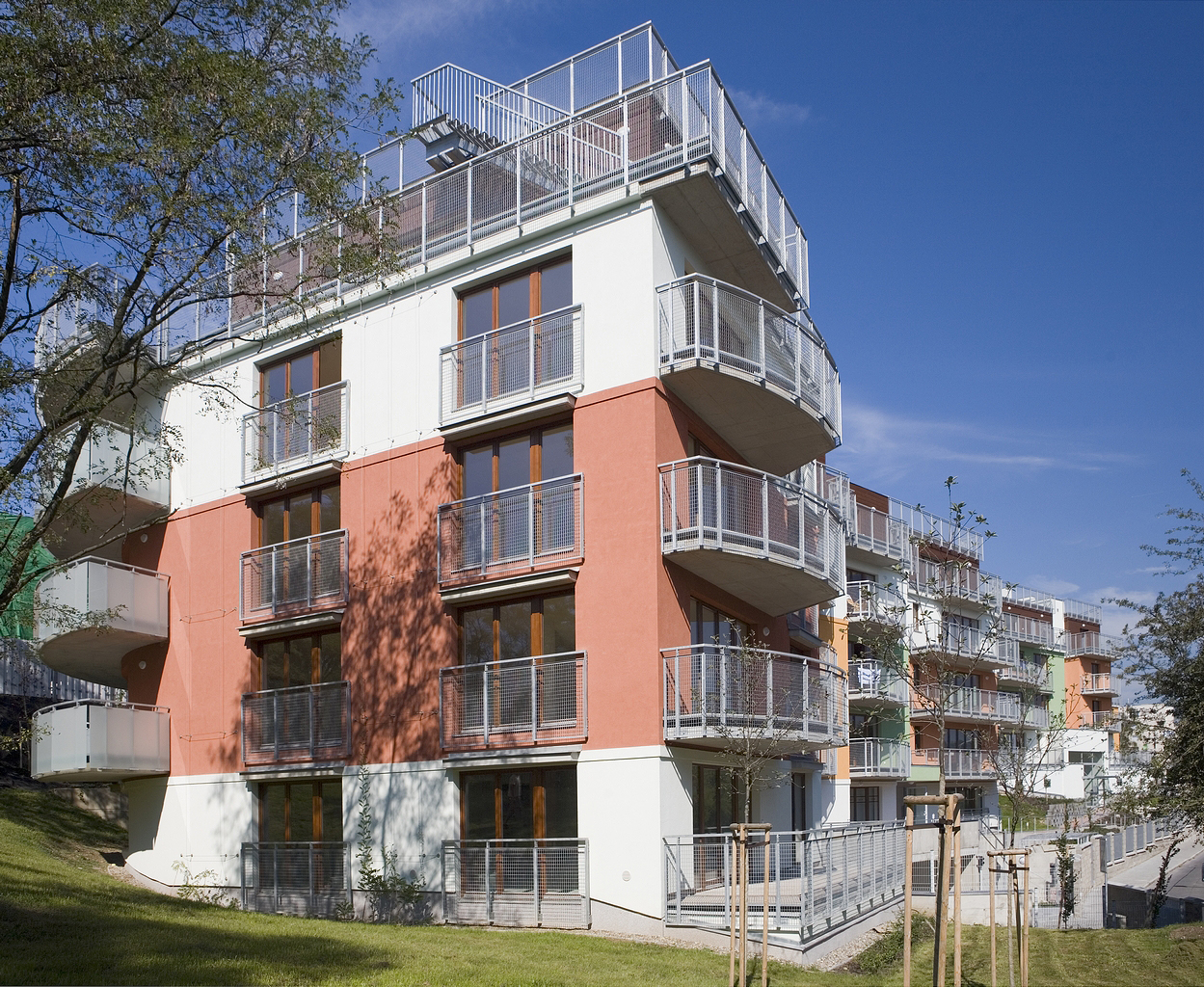
Rezidence Filmařská na pražském Barrandově
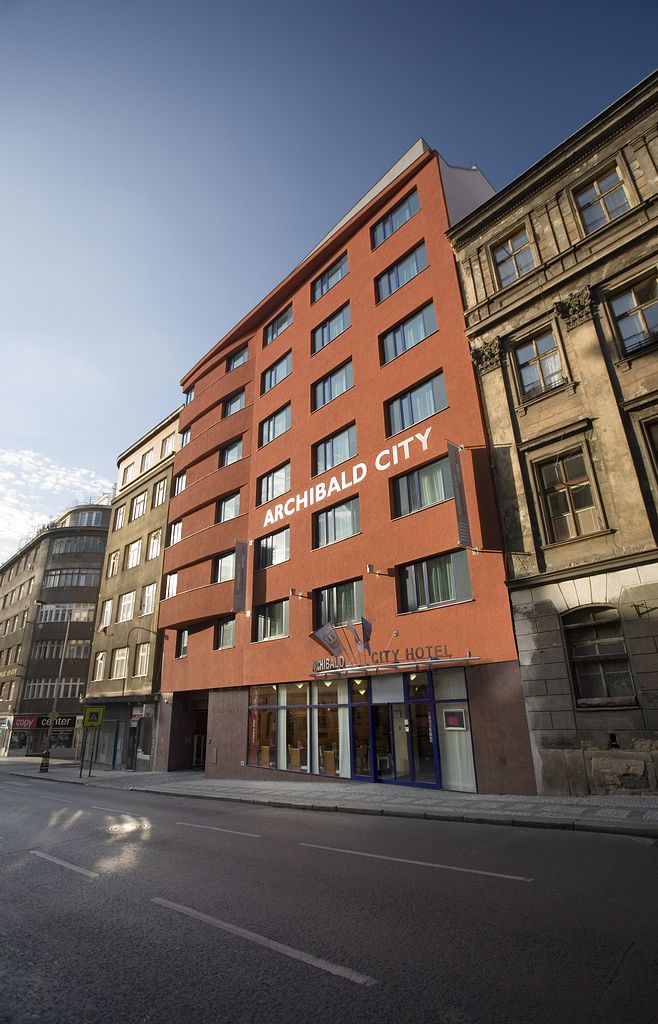
Hotel Archibald City v Žitné ulici v Praze
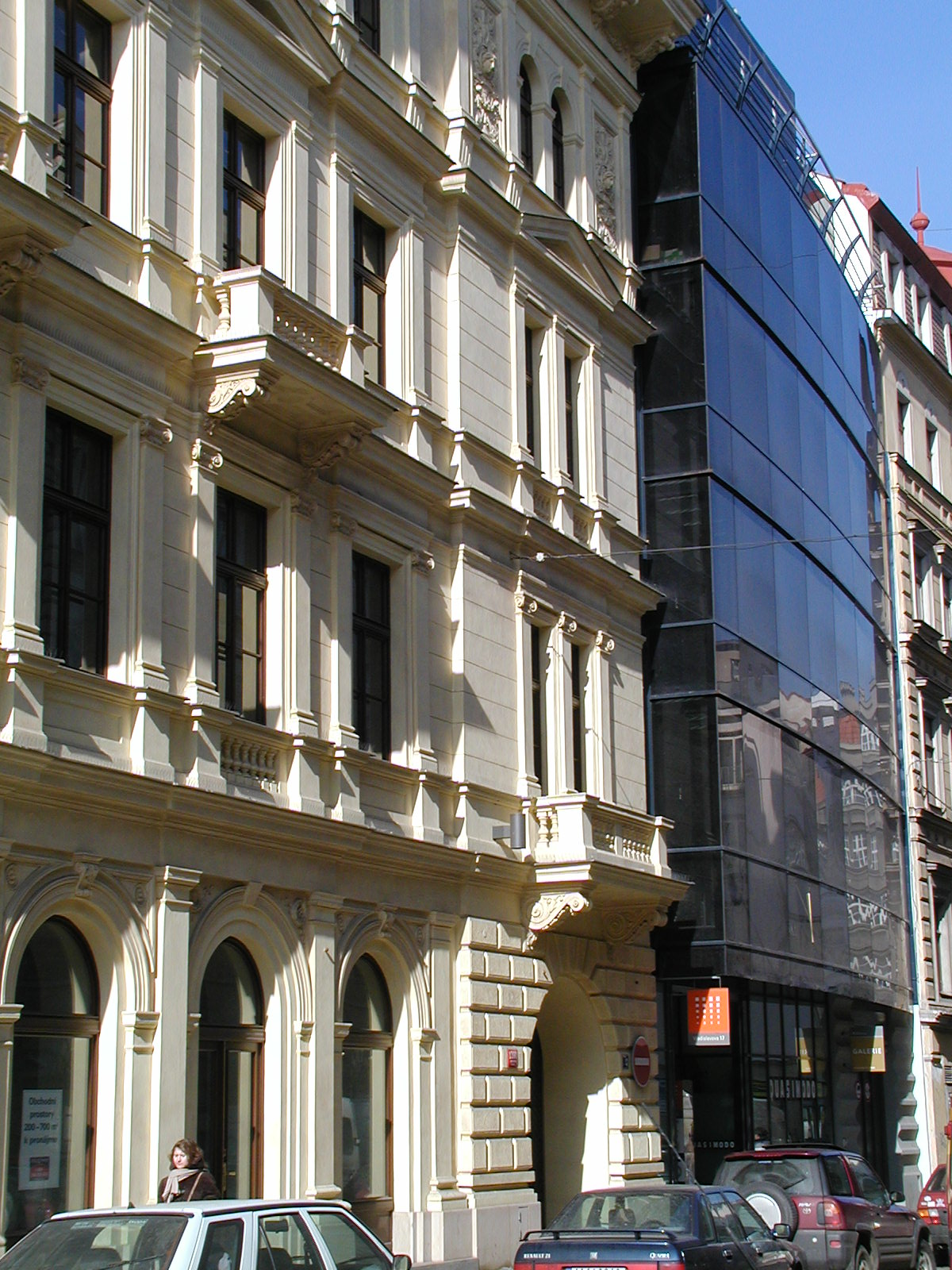
Budova České pojišťovny v Vladislavově ulici v Praze
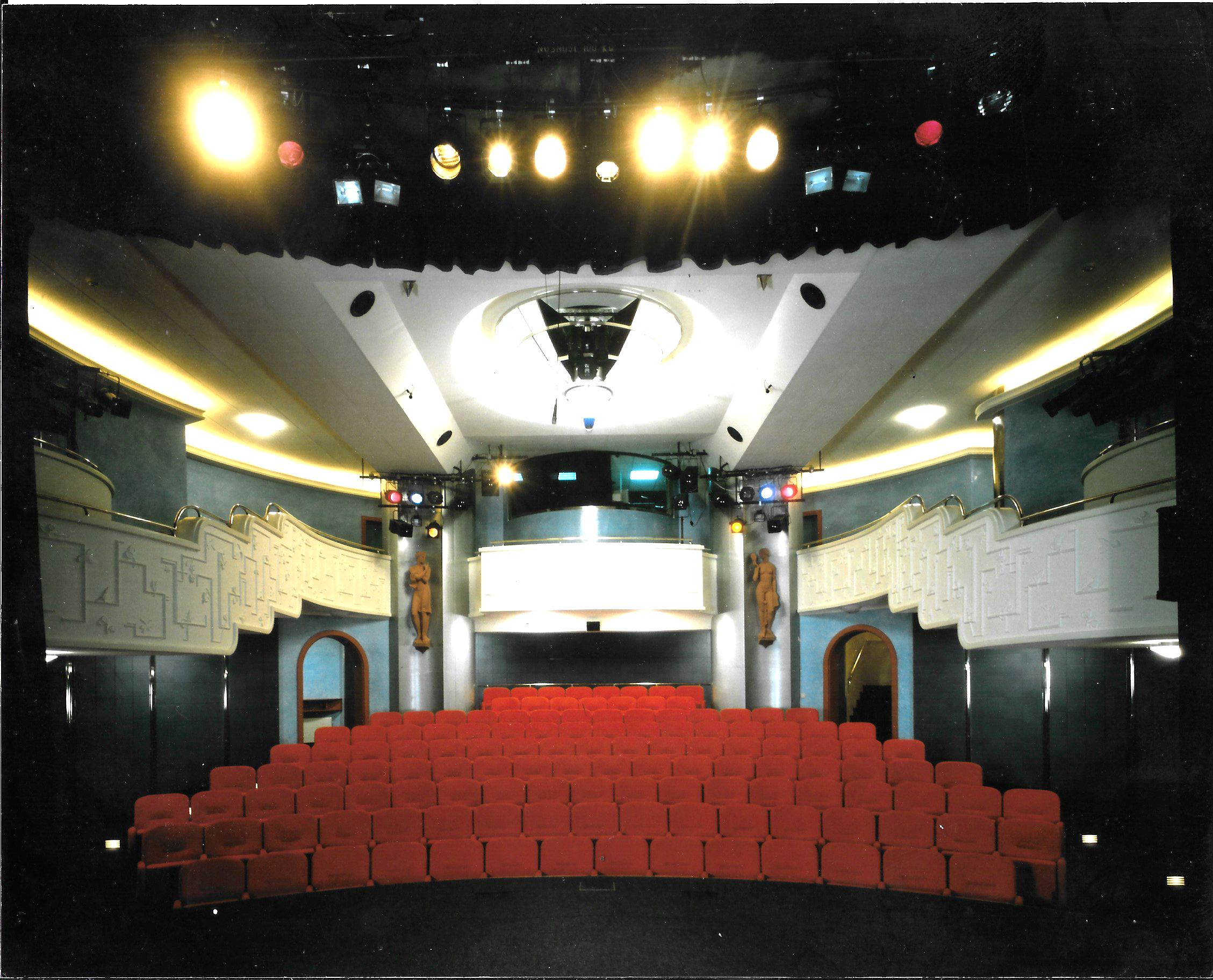
Interiér divadla Ypsilon
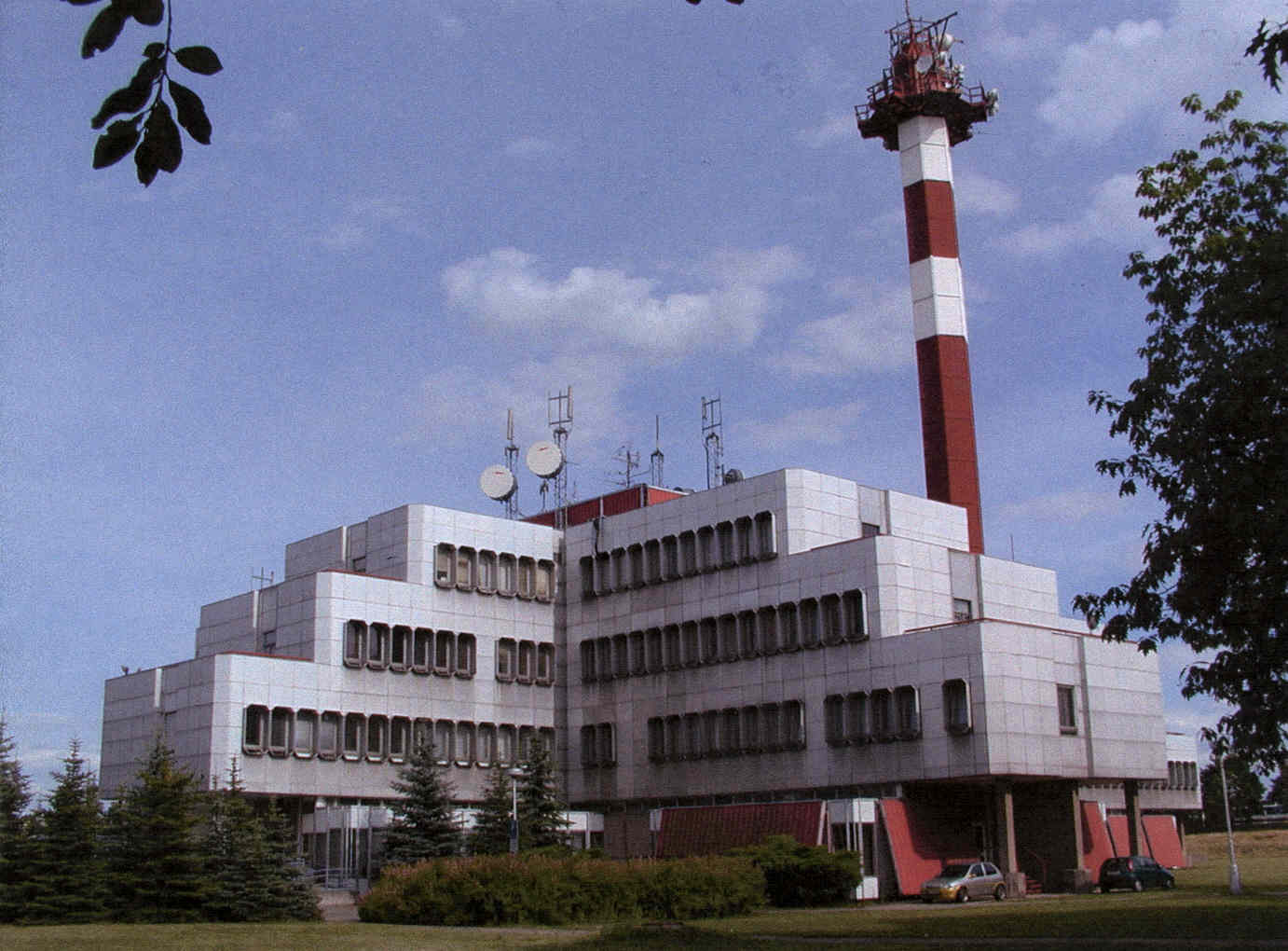
Telefonní ústředna Hradec Králové
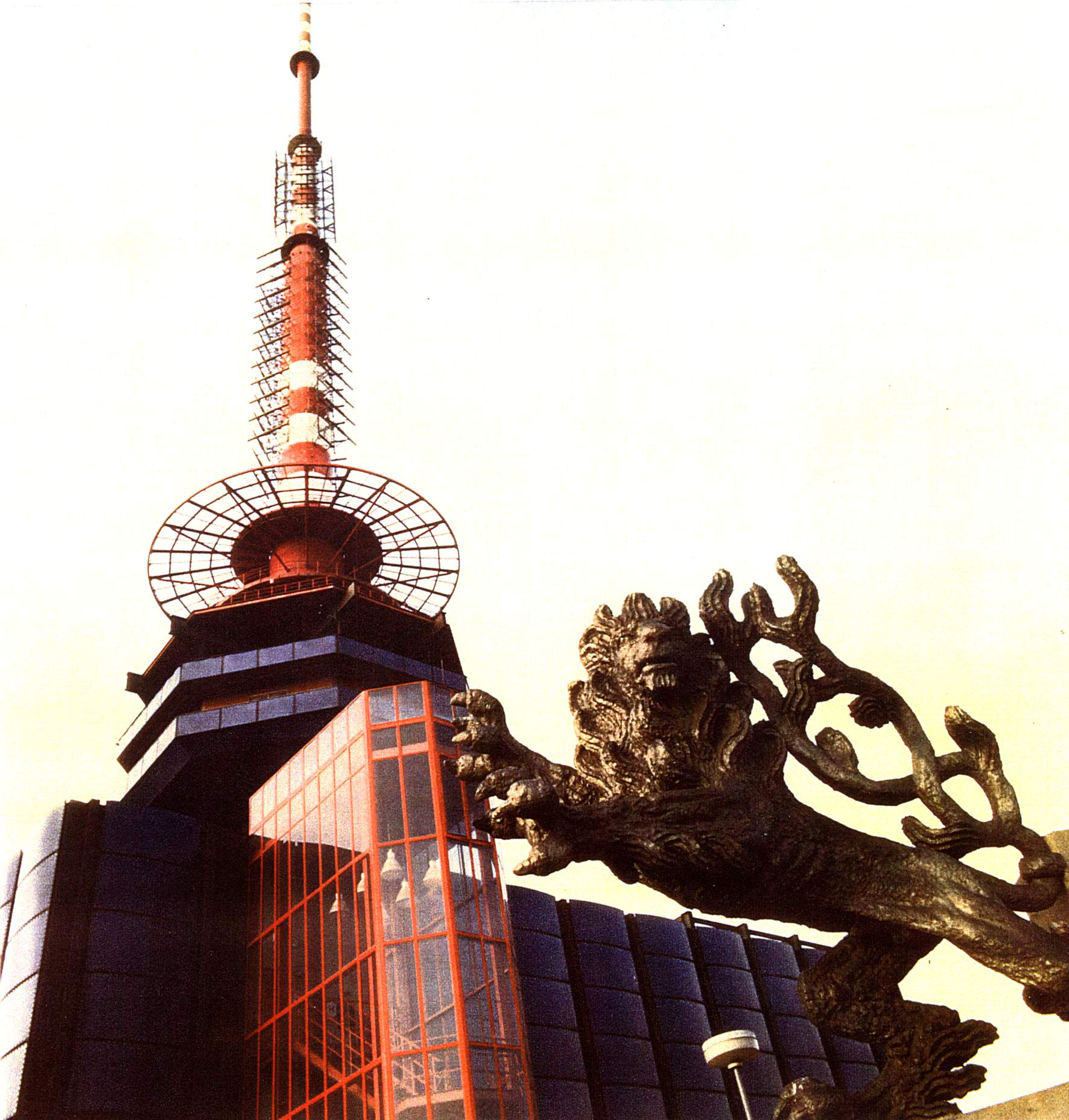
Televizní věž Ostrava-Hošťálkovice
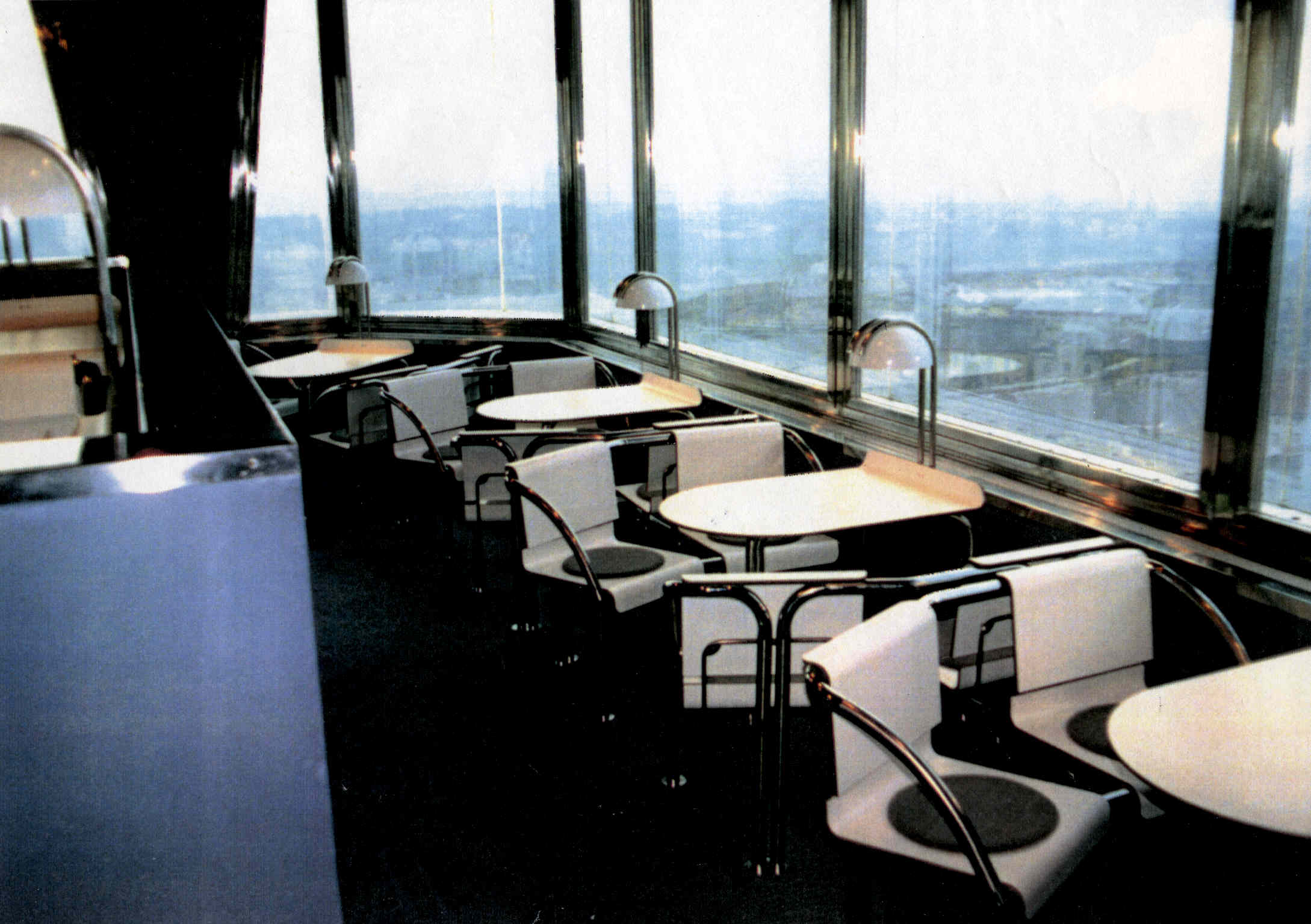
Interiér Žižkovské televizní věže
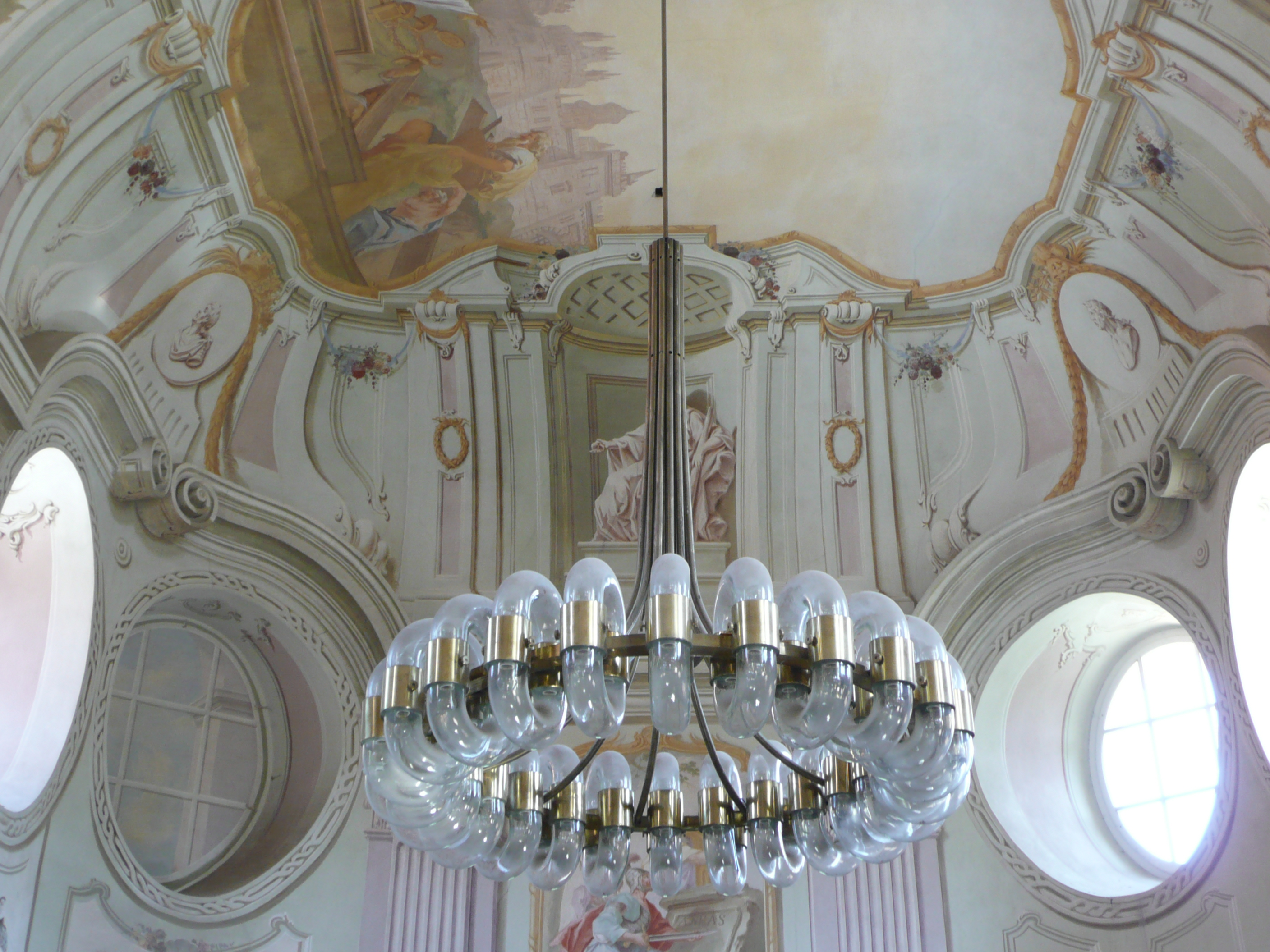
Lustr v zámku Bečváry
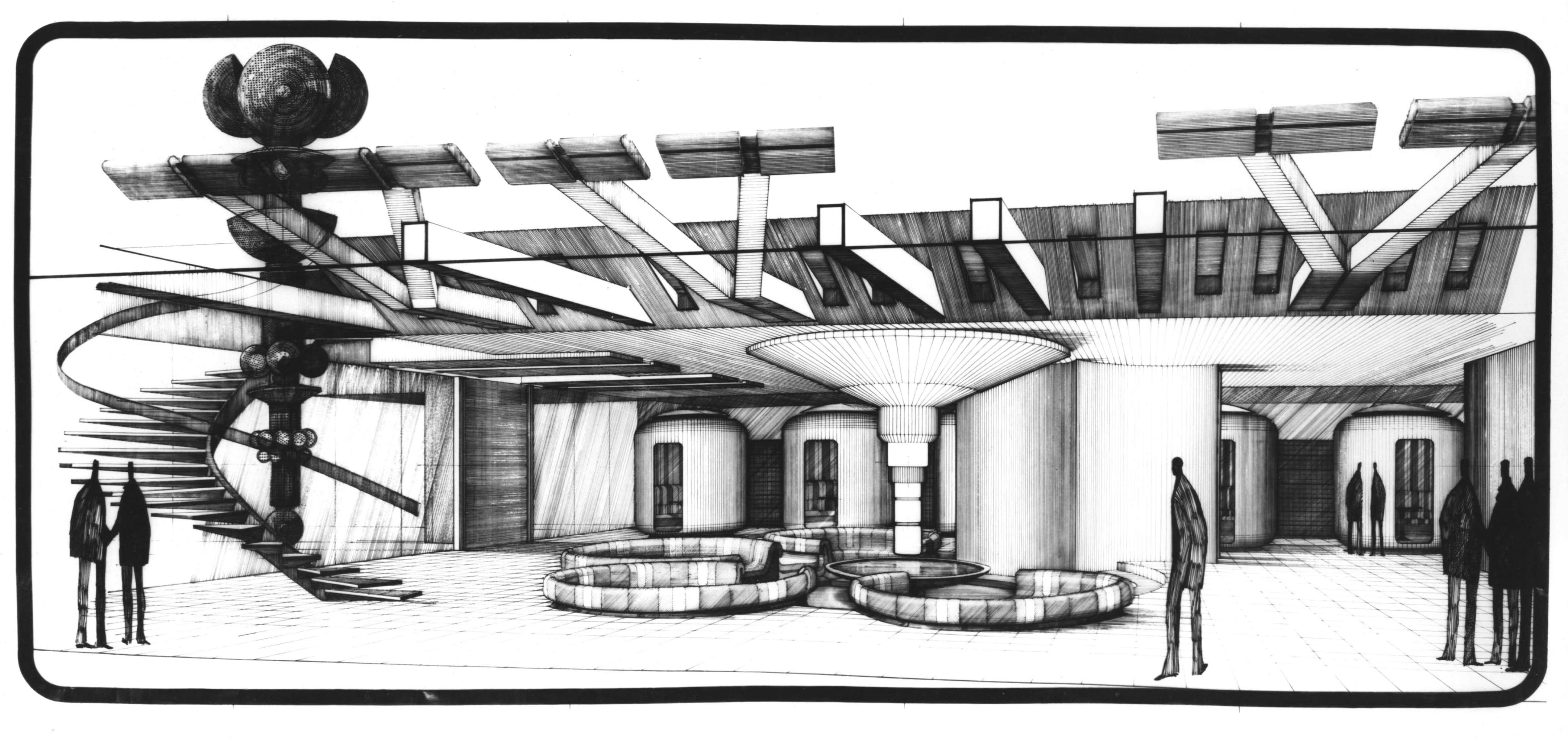
Návrh interiéru komplexu Transgas